# Ashes Against the Grain
Ashes Against the Grain är det tredje studioalbumet med det amerikanska black metal-bandet Agalloch, utgivet 2006 av skivbolaget The End Records.

## Låtlista
1. "Limbs" – 9:51
2. "Falling Snow" – 9:38
3. "This White Mountain on Which You Will Die" (instrumental) – 1:39
4. "Fire Above, Ice Below" – 10:29
5. "Not Unlike the Waves" – 9:16
6. "Our Fortress Is Burning... I" (instrumental) – 5:25
7. "Our Fortress Is Burning... II - Bloodbirds" – 6:21
8. "Our Fortress Is Burning... III - The Grain" (instrumental) – 7:10

- Text: John Haughm
- Musik: John Haughm/Don Anderson/Jason William Walton (spår 1, 2, 4–7), Chris Greene (spår 3, 8)

## Medverkande
Musiker (Agalloch-medlemmar)
- John Haughm (John Lewis Ham) – sång, elgitarr, akustisk gitarr, trummor, sampling
- Don Anderson – elgitarr, akustisk gitarr
- Jason William Walton – basgitarr
- Chris Greene – trummor

Bidragande musiker
- Ronn Chick – piano

Produktion
- John Haughm – producent, omslagsdesign
- Ronn Chick – producent, ljudtekniker, ljudmix, mastering
- Veleda Thorsson – producent, foto
- Agalloch – producent
- Aslak Tolonen – omslagskonst